# Sudanonautes faradjensis
Sudanonautes faradjensis е вид десетоного от семейство Potamonautidae. Видът не е застрашен от изчезване.

## Разпространение и местообитание
Разпространен е в Габон, Демократична република Конго, Камерун и Централноафриканска република.
Обитава сладководни басейни, реки и потоци.

## Описание
Популацията на вида е стабилна.